# Matang Panyang (Seunudon)
Matang Panyang is een bestuurslaag in het regentschap Aceh Utara van de provincie Atjeh, Indonesië. Matang Panyang telt 948 inwoners (volkstelling 2010).